# Makaleng
Makaleng is een dorp in het district North-East in Botswana. De plaats telt 1256 inwoners (2011).